# Вінценц Діттріх
Вінценц Діттріх (нім. Vinzenz Dittrich, 23 лютого 1893, Відень — 25 січня 1965, Відень) — австрійський футболіст, що грав на позиції захисника. По завершенні ігрової кар'єри — тренер.
Виступав, зокрема, за клуб «Рапід» (Відень), а також національну збірну Австрії. Семиразовий чемпіон Австрії. Дворазовий володар Кубка Австрії. Володар Кубка Франції (як тренер). 

## Клубна кар'єра
Вінценц Діттріх почав кар'єру в клубі «Блю Стар». Звідти він перейшов в «Рапід», де швидко став гравцем основного складу. У перший же рік в клубі футболіст виграв титул  чемпіона Австрії. Грав за «Рапід» до 1925 року. Провів у його складі 161 матч і забив 19 голів. Виграв з клубом 7 титулів чемпіона країни і два трофеї володаря кубка Австрії. 
У 1925 році перейшов в місцеву «Герту». У першому ж сезоні Діттріх вилетів з клубом до другого дивізіону. Але на наступний рік повернувся і виступав за команду до 1930 року. Один з останніх голів у складі «Герти» Вінценц забив в ворота свого колишнього клубу, «Рапіда» 1 січня 1929 року .

## Виступи за збірну
1913 року дебютував в офіційних матчах у складі національної збірної Австрії. Протягом кар'єри у національній команді, яка тривала 11 років, провів у формі головної команди країни 16 матчів і забив 1 м'яч.

## Кар'єра тренера
Завершивши кар'єру футболіста, Вінценц розпочав тренерську кар'єру. Очолив збірну Литви і привів її до першої перемоги в розіграші Балтійського кубка. Потім повернувся на батьківщину і очолив «Хакоах». Втримав команду від вильоту до другого дивізіону, але не більше того. У 1933 році Діттріх став тренером марсельського «Олімпіка», де вже рік грав його колишній підопічний з «Хакоаха» Йожеф Айзенгоффер. У 1935 році привів клуб до перемоги в Кубку Франції. Потім тренував клуби «Сааз» і «Нордштерн» (Базель). Після чого повернувся до Франції в «Мюлуз», але там пропрацював лише сезон. Пізніше також тренував клуби «Гамборн», «Гельфорт» і «Слован», привівши останній до виграшу чемпіонату Словаччини. 
Після Другої світової війни Діттріх тренував клуби «Швекат» і «Вінер-Нойштадт», а також збірну Сирії. Протягом 1953–1955 років був головним тренером національної збірної Лівану.
Помер 25 січня 1965 року на 72-му році життя у місті Відень.

## Статистика виступів
| Сезон   | Клуб           | Ліга         | Чемпіонат | Чемпіонат | Кубок | Кубок |
| Сезон   | Клуб           | Ліга         | Матчі     | Голи      | Матчі | Голи  |
| ------- | -------------- | ------------ | --------- | --------- | ----- | ----- |
| 1912—13 | Рапід (Відень) | Ерсте Классе | 5         | 0         |       |       |
| 1913—14 | Рапід (Відень) | Ерсте Классе | 13        | 6         |       |       |
| 1916—17 | Рапід (Відень) | Ерсте Классе | 16        | 2         |       |       |
| 1917—18 | Рапід (Відень) | Ерсте Классе | 16        | 4         |       |       |
| 1918—19 | Рапід (Відень) | Ерсте Классе | 16        | 4         | 3     | 0     |
| 1919—20 | Рапід (Відень) | Ерсте Классе | 20        | 2         | 4     | 0     |
| 1920—21 | Рапід (Відень) | Ерсте Классе | 21        | 0         | 2     | 0     |
| 1921—22 | Рапід (Відень) | Ерсте Классе | 13        | 0         | 0     | 0     |
| 1922—23 | Рапід (Відень) | Ерсте Классе | 8         | 0         | 0     | 0     |
| 1923—24 | Рапід (Відень) | Ерсте Классе | 11        | 1         | 1     | 0     |
| 1924—25 | Рапід (Відень) | I. Ліга      | 12        | 0         | 0     | 0     |
| 1925—26 | Герта (Відень) | I. Ліга      | 12        | 1         | 1     | 0     |
| 1926—27 | Герта (Відень) | II. Ліга     | ?         | ?         | 2     | 1     |
| 1927—28 | Герта (Відень) | I. Ліга      | 21        | 1         | 4     | 0     |
| 1928—29 | Герта (Відень) | I. Ліга      | 17        | 3         | 1     | 2     |
| 1929—30 | Герта (Відень) | I. Ліга      | 20        | 7         | 1     | 0     |

## Титули і досягнення

### Як гравця
- Чемпіон Австрії (7):

«Рапід» (Відень): 1912-1913, 1915-1916, 1916-1917, 1918-1919, 1919-1920, 1920-1921, 1922-1923
- Володар Кубка Австрії (2):

«Рапід» (Відень):  1918-1919, 1919-1920

### Як тренера
- Володар Балтійського кубка (1):

Литва:  1930
- Володар Кубка Франції (1):

«Марсель»:  1934-1935